# Pandeli Majko
Pandeli Majko (født 15. september 1967) er en albansk ingeniør og politiker, der var Albaniens premierminister fra 1998 til 1999 og igen i 2002. Han er et fremtrædende medlem af Socialistpartiet (Partia Socialiste e Shqipërisë).

## Biografi
Pandeli Majko er uddannet som ingeniør fra Tiranas Universitet. Han blev engageret i politisk arbejde i studenterbevægelsen omkring 1990-1991, da Hoxha-styret brød sammen. Fra 1992 til 1995 var han formand for den euro-socialistiske ungdomsbevægelse, FRESSH. Fra 1992 har han været parlamentsmedlem.
Da daværende premierminister Fatos Nano flygtede til Makedonien under urolighederne i september 1998 – efter attentatet på den demokratiske politiker Azem Hajdari – blev Majko Albaniens premierminister. Efter krigen i Kosovo i 1999 blev han skubbet til side af Ilir Meta.
Pandeli Majko var på ny premierminister i en overgangsperiode fra februar til juli 2002, efter at der var opstået uenighed mellem partiformanden, Fatos Nano, og premierministeren, Ilir Meta, der førte til sidstnævntes fratræden. Majko blev efterfølgende forsvarsminister i Nanos regering i 2002 og havde denne post frem til valget i 2005.
I efteråret 2005 blev han valgt som generalsekretær for Socialistpartiet, formentlig som en slags modvægt til den nye formand, Edi Rama.